# アーサー・ゴア
アーサー・ゴア（Arthur Gore, 1868年1月2日 - 1928年12月1日）は、イングランド・リンドハースト出身の男子テニス選手。ウィンブルドン選手権で男子シングルス3勝、男子ダブルス1勝を挙げ、同選手権の歴史を通じて「最長期間出場選手」の記録を持つ人である。ゴアは1900年に創始された男子テニス国別対抗戦「デビスカップ」の第1回大会に参加した選手としても知られる。1908年のロンドン五輪でも活躍し、「室内競技」で男子シングルス・男子ダブルスの金メダルも獲得した。フルネームは Arthur William Charles Gore （アーサー・ウィリアム・チャールズ・ゴア）という。彼は Arthur Wentworth Gore （アーサー・ウェントワース・ゴア）と記載されることもある。

## 来歴
ゴアは1884年からウィンブルドン選手権に出場し始め、男子シングルスには1888年に初参加した。1899年に初めて「チャレンジ・ラウンド」（挑戦者決定戦）の決勝に進み、大会前年度優勝者レジナルド・ドハティーへの挑戦権を得たが、初めての「オールカマーズ・ファイナル」（All-Comers Final）ではドハティーに 6-1, 6-4, 3-6, 3-6, 3-6 で敗れて準優勝になる。ようやく1901年に、ゴアは2度目のチャレンジ・ラウンド勝者として、レジナルド・ドハティーとのオールカマーズ決勝に 4-6, 7-5, 6-4, 6-4 で勝ち、34歳にしてウィンブルドン男子シングルス初優勝を達成した。しかし1902年のオールカマーズ決勝では、大会前年度優勝者のゴアはチャレンジ・ラウンド勝者のローレンス・ドハティー（レジナルドの弟）に 4-6, 3-6, 6-3, 0-6 で敗れ、2連覇を逃した。その後、ゴアはチャレンジ・ラウンドで次のチャンスをつかめない時期が続いたが、1908年のチャレンジ・ラウンド決勝でハーバート・ローパー・バレットを破った。この大会には前年度優勝者のノーマン・ブルックス（オーストラリア）が出場せず、オールカマーズ決勝が行われなかったため、この段階でゴアの7年ぶり2度目のウィンブルドン優勝が決まった。1909年、ゴアはオールカマーズ決勝でジョシア・リッチーを破り、「41歳182日」で最後の男子シングルス優勝を果たす。これは今なおウィンブルドン選手権の男子シングルス史上最年長優勝記録として残っている。
デビスカップの第1回大会は、1900年8月8日-10日にかけてアメリカ・マサチューセッツ州ボストンにある「ロングウッド・クリケット・クラブ」で開かれた。アメリカ代表選手は、大会創設者のドワイト・デービス、マルコム・ホイットマン、ホルコム・ウォードの3名で、イギリス代表選手はアーサー・ゴア、ハーバート・ローパー・バレット、アーネスト・ブラックの3名であった。ゴアはホイットマンとのシングルス第2試合に敗れ、第3試合のダブルス戦でアメリカ・チームの勝利が決定した。その後、ゴアはデービスとの第4試合を戦ったが、試合はデービスの 9-7, 9-9 で打ち切られた。その後、ゴアは1907年と1912年のデビスカップに参加した。
ゴアは第1回のデビスカップに参加した後、キャリアで唯一の全米選手権出場記録も残している。この大会では「チャレンジ・ラウンド」準決勝まで勝ち進み、ジョージ・レン（ロバート・レンの弟）に 7-9, 6-1, 6-0, 2-6, 2-6 のスコアで競り負けた。
1908年のロンドン五輪では、テニス競技は通常の屋外競技に加えて「室内競技」（オリンピック記録では“Indoor Courts”と記載）の2種類が実施された。アーサー・ゴアが男子シングルスと男子ダブルスの金メダルを獲得したのは「室内競技」部門である。男子ダブルスでは、ゴアはハーバート・ローパー・バレットと組んで金メダルを獲得している。ゴアは「屋外競技」にもエントリーしていたが、こちらは単複とも棄権した。この変則的な方式の大会では、屋外競技は男子シングルス45名、男子ダブルス21組で優勝を争ったのに対して、室内競技は男子シングルス10名、男子ダブルス5組のみの戦いであった。室内競技は1912年ストックホルム五輪でも実施されたが、ロンドンとストックホルムの2大会のみで廃止された。
1914年に勃発した第一次世界大戦により、ウィンブルドン選手権は1915年から1918年まで開催が中止された。終戦後の1919年に選手権開催が再開されると、51歳のアーサー・ゴアも大会に復帰した。彼はシングルスでは1922年、ダブルスでは1927年までウィンブルドンに連続出場を続け、初出場の1884年から数えて「40度」の最長期間出場記録を残した。この記録はテニス界のギネスブックにも掲載されている。最後のウィンブルドン出場から1年半後、アーサー・ゴアは1928年12月1日に60歳で死去した。

## 主な成績
- ウィンブルドン選手権 男子シングルス：3勝（1901年・1908年・1909年） ［1909年の優勝は、大会最年長優勝記録］
- オリンピック 1908年ロンドン五輪：男子シングルス・男子ダブルス金メダル（ともに室内競技）
- デビスカップ イングランド代表選手：1900年・1907年・1912年
- 全米選手権 男子シングルス・ベスト4：1900年